# Centrale nucléaire de Tihange
La centrale nucléaire de Tihange est l'une des deux centrales nucléaires belges. Elle comprend deux réacteurs à eau pressurisée opérationnels et un réacteur définitivement arrêté.
Elle est située à Tihange, une section de la ville de Huy, dans la province de Liège, sur la Meuse.
L'autre centrale nucléaire belge est celle de Doel, située près d'Anvers, sur l'Escaut.

## Histoire
La construction de la centrale débute en 1969 sur un site de 75 hectares sur les berges de la Meuse, malgré la proximité de la faille du midi. Le site est en effet choisi sur base de nombreuses études portant notamment sur la qualité du sol et du sous-sol, et sur la proximité d'un fleuve avec un débit suffisant pour alimenter la centrale.
La mise en service du premier réacteur (Tihange 1) a lieu en 1975.

## Situation
La centrale se situe à Tihange, une section section de la ville de Huy, à 30 km au sud-ouest de Liège, 34 km à l'est de Namur, 68 km à l'est de Charleroi et 80 km au sud-est de Bruxelles.

## Caractéristiques
Elle est constituée de trois réacteurs à eau pressurisée de conception américaine Westinghouse, dotés chacun d'un circuit primaire (fermé) pour refroidir le cœur du réacteur, d'un circuit secondaire (fermé) qui alimente en vapeur un groupe turbo-alternateur (deux pour Tihange 1), et d'un circuit tertiaire (ouvert) alimenté par l'eau de la Meuse et équipé d'une tour aéroréfrigérante.
Les groupes turbo-alternateurs sont constitués d’une turbine et d'une génératrice électrique d'environ 1 000 mégawatts (2 × 500 mégawatts, 1N et 1S, pour Tihange 1).
Les puissances électriques (nettes) délivrées par les réacteurs, leurs dates de mises en service, et les dates décidées pour leurs fermetures sont :
- Tihange 1 : 962 MWe nets, mis en service en 1975, arrêt décidé pour 2015, mais reporté jusque 2025 par le gouvernement[4],[5].
- Tihange 2 : 1 008 MWe nets, mis en service en 1983. Mis à l'arrêt le 31 janvier 2023[6].
- Tihange 3 : 1 038 MWe nets, mis en service en 1985, arrêt décidé pour 2035[7],[8].

En 2022, la centrale nucléaire emploie un millier d'employés Electrabel (l'exploitant filiale du groupe français Engie) et de nombreuses entreprises sous-traitantes.
En décembre 2019, le producteur d’électricité EDF détient une participation de 50% dans l’unité Tihange 1 et 10,2% dans chacune des deux autres unités.
La centrale est entourée de 20 balises de détection IMR du réseau Telerad.
La centrale de Coo-Trois-Ponts (pompage-turbinage) permet d'adapter la production constante des réacteurs à la demande fluctuante du réseau en permettant de stocker jusqu'à 5 GWh (1 GW durant 5h). Lorsque la demande sur le réseau électrique est inférieure à la production, l'électricité excédentaire est utilisée dans la centrale de Coo en pompage, c'est-à-dire que l'eau est pompée depuis le bassin inférieur vers le bassin supérieur, voir pompage-turbinage.
Chaque réacteur possède sa propre tour de refroidissement : la tour de refroidissement de réacteur 1 a une hauteur de 159,8 mètres, celle de réacteur 2 mesure 159,02 mètres et celle de réacteur 3 159,27 mètres. Chaque réacteur a également sa propre cheminée, qui est à l'opposé de celle des autres centrales nucléaires réalisées sous forme de cheminées en acier haubanées sur le toit : la hauteur totale de la cheminée de réacteur 1 est de 161,18 mètres, celle de réacteur 2 de 161,21 mètres et celle de réacteur 3 160,79 mètres.[réf. nécessaire]

## Traitement des déchets
Le combustible nucléaire usé dans les réacteurs de Tihange a été soit entreposé sur le site de la centrale, soit envoyé à l'usine de retraitement de La Hague en France.

## Incidents nucléaires

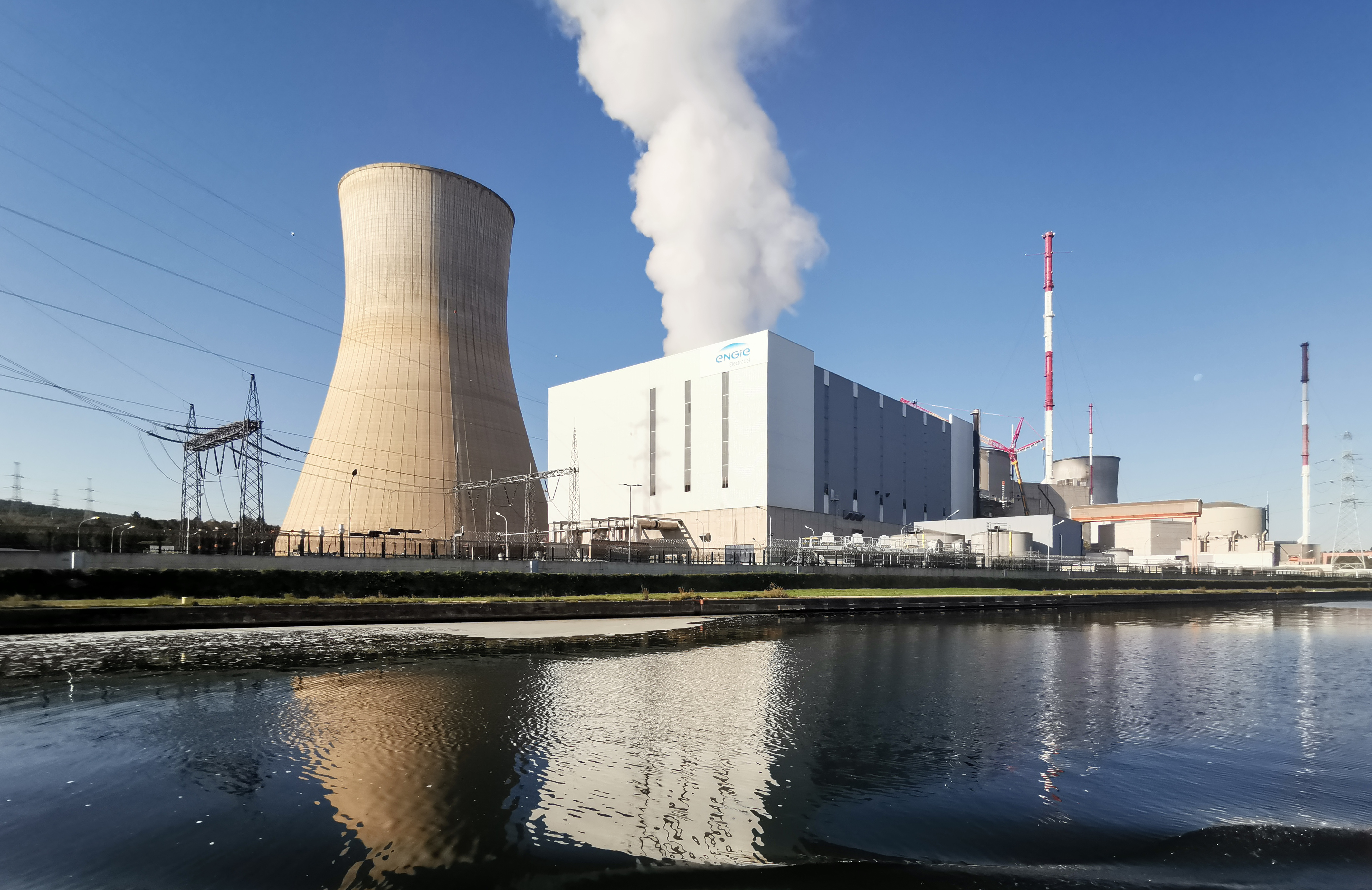
La centrale et la Meuse.

Les évènements sont classés selon l'échelle INES. Cette échelle compte huit niveaux de gravité notés de 0 (écart) à 7 (accident majeur). Les événements de niveau 0 (écarts) ne sont pas systématiquement rendus publics. Il n'y a pas eu d'événements de niveau supérieur à 2 à Tihange.
| Année | Anomalie (niveau 1) | Incident (niveau 2) |
| 1996  | non connu           | 1                   |
| 2002  | non connu           | 1                   |
| 2005  | non connu           | 1                   |
| 2006  | non connu           | 1                   |
| 2007  | 6                   | 0                   |
| 2008  | 2                   | 0                   |
| 2009  | 5                   | 0                   |
| 2010  | 6                   | 0                   |
| 2011  | 2                   | 0                   |
| 2013  | 5                   | 0                   |
| 2014  | 1                   | 0                   |
| 2015  | 7                   | 0                   |
| 2018  | 6                   | 0                   |

## Opposition
Le 25 octobre 2006, une trentaine de militants de Greenpeace investissent le site de la centrale nucléaire pour dénoncer le vieillissement des réacteurs nucléaires belges et les problèmes de sécurité qui en découlent.
Le 17 septembre 2011, environ 2 000 personnes de Belgique, des Pays-Bas et d'Allemagne manifestent devant la centrale nucléaire de Tihange et exigent la fermeture de la centrale, à l'initiative de l'alliance trans-frontalière Stop Tihange.
Le 25 juin 2017, une chaîne humaine rassemble 50 000 personnes sur 90 km entre Tihange et Aix-la-Chapelle, en passant par Liège et Maastricht, pour demander la fermeture des réacteurs nucléaires Tihange 2 et Doel 3, dont les cuves présenteraient des milliers de fissures.

## Défauts sur la cuve de Tihange 2
En septembre 2012, des micro bulles d'hydrogène dans l'acier (parfois incorrectement référencé par la presse et certaines personnalités politiques comme des micro-fissure) sont découvertes sur la cuve du réacteur 2 de la centrale de Tihange. En mars 2014, ce réacteur est mis à l'arrêt. En février 2015, de nouvelles analyses conduites par Electrabel révèlent encore plus de ces micro-bulles que lors des mesures de 2012. La centrale est finalement remise en service fin 2015 après le feu vert de l’AFCN, ce qui provoque de nombreuses réactions hostiles compte tenu du vieillissement de l'installation et de sa position frontalière ; ainsi, le conseil de la région urbaine d'Aix-la-Chapelle décide de se pourvoir en justice contre cette réouverture partielle. Au total, 90 communes frontalières de Belgique, d'Allemagne et des Pays-Bas se joignent au mouvement.

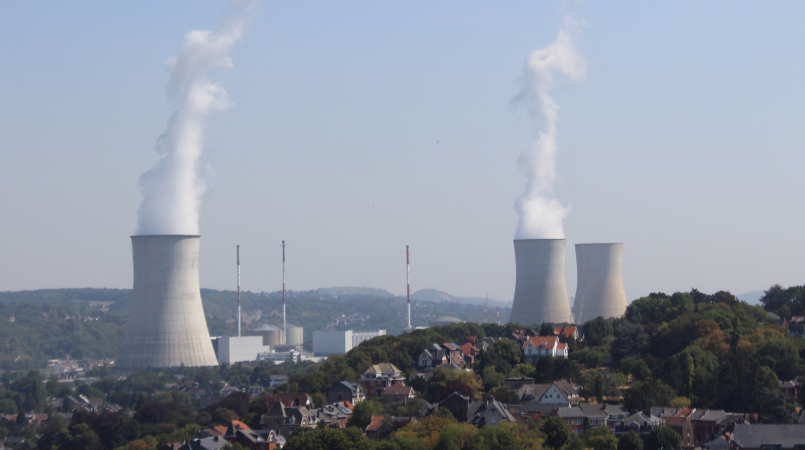
Centrale vue de la citadelle de Huy.

## Littérature
Dans son roman Wolke sechs, l'auteur allemand Roland Siegloff développe le scénario d'une catastrophe nucléaire à la centrale de Tihange.